# Фрелінггайзен Тауншип (Нью-Джерсі)
Фрелінггайзен Тауншип (англ. Frelinghuysen Township) — селище (англ. township) в США, в окрузі Воррен штату Нью-Джерсі. Населення — 2199 осіб (2020).

## Демографія
Згідно з переписом 2010 року, у селищі мешкало 2230 осіб у 760 домогосподарствах у складі 615 родин. Було 826 помешкань
Расовий склад населення:
| - 97,2 % — білих - 0,6 % — чорних або афроамериканців - 0,5 % — азіатів |

До двох чи більше рас належало 1,0 %. Частка іспаномовних становила 2,6 % від усіх жителів.
За віковим діапазоном населення розподілялося таким чином: 21,6 % — особи молодші 18 років, 60,6 % — особи у віці 18—64 років, 17,8 % — особи у віці 65 років та старші. Медіана віку мешканця становила 46,3 року. На 100 осіб жіночої статі у селищі припадало 92,2 чоловіків;  на 100 жінок у віці від 18 років та старших — 90,4 чоловіків також старших 18 років.
Середній дохід на одне домашнє господарство  становив 115 445 доларів США (медіана — 100 625), а середній дохід на одну сім'ю — 125 750 доларів (медіана — 111 094). Медіана доходів становила 77 083 долари для чоловіків та 51 000 доларів для жінок. За межею бідності перебувало 3,5 % осіб, у тому числі 2,1 % дітей у віці до 18 років та 2,0 % осіб у віці 65 років та старших.
Цивільне працевлаштоване населення становило 1200 осіб. Основні галузі зайнятості: освіта, охорона здоров'я та соціальна допомога — 17,8 %, виробництво — 15,7 %, науковці, спеціалісти, менеджери — 13,4 %.